# 科佩托峰
46°06′48″N 10°24′45″E / 46.11333°N 10.41249°E
科佩托峰（義大利語：Cima del Coppetto），是意大利的山峰，位於該國北部，由倫巴第大區負責管轄，屬於阿達梅洛-普雷薩內拉阿爾卑斯山脈的一部分，海拔高度2,488米，每年平均降雨量1,386毫米。